# Amegilla ruficornis
Amegilla ruficornis es una especie de abeja excavadora perteneciente al género Amegilla, categorizada en la tribu Anthophorini, de la subfamilia Apinae.
Fue descrita científicamente por Dours en 1869. Aparece registrada y publicada en una sección de Monographie Iconographique Du Genre Anthophora Lat. (Extrait Des Mémoires De La Société Linnéenne Du Nord De La France.) de 1869.

## Distribución
La especie se distribuye por Asia, en la India.